# Vie quotidienne à Paris du Moyen Âge au XVIIIe siècle
Vous pouvez aider à l'améliorer ou bien discuter des problèmes sur sa page de discussion.
- Il ne respecte pas la neutralité de point de vue. Considérez son contenu avec précaution. Il est possible de préciser les sections non neutres en utilisant {{section non neutre}} et de souligner les passages problématiques avec {{passage non neutre}}. (Marqué depuis mars 2022)
- Il peut contenir un travail inédit ou des déclarations non vérifiées. Vous pouvez l’améliorer en ajoutant des références. (Marqué depuis mars 2022)

Vous pouvez aider à l'améliorer ou bien discuter des problèmes sur sa page de discussion.
- Il ne cite pas suffisamment ses sources. Vous pouvez indiquer les passages à sourcer avec {{référence nécessaire}} ou {{Référence souhaitée}}, et inclure les références utiles en les liant aux notes de bas de page. (Marqué depuis mars 2022)
- La pertinence de son contenu est remise en cause. Considérez-le avec précaution. (Marqué depuis mars 2022)

- Archive Wikiwix
- Bing
- Cairn
- DuckDuckGo
- E. Universalis
- Gallica
- Google
- G. Books
- G. News
- G. Scholar
- Persée
- Qwant
- (zh) Baidu
- (ru) Yandex
- (wd) trouver des œuvres sur Wikidata

La vie quotidienne à Paris du Moyen Âge au XVIIIe siècle est la vie quotidienne des habitants de la capitale de la France durant cette période. 

## Urbanisme
Vers 1300, le rimeur Guillot de Paris compose une première liste des noms de rues de Paris dans Le Dit des rues de Paris. Ce document indique que la capitale comptait 310 rues dont 80 dans le quartier d'Outre-Petit-Pont, 36 dans la Cité et 114 dans le quartier d'Outre-Grand-Pont. À cette époque, les rues de Paris, étroites, sombres, malsaines étaient sales et pour la plupart non pavées. C'était le voyer de Paris qui avait à charge la voirie de la ville. La population parisienne était d'environ 216 000 en 1292 et 275 000 en 1328.

### Organisation urbaine

Blason de Paris.

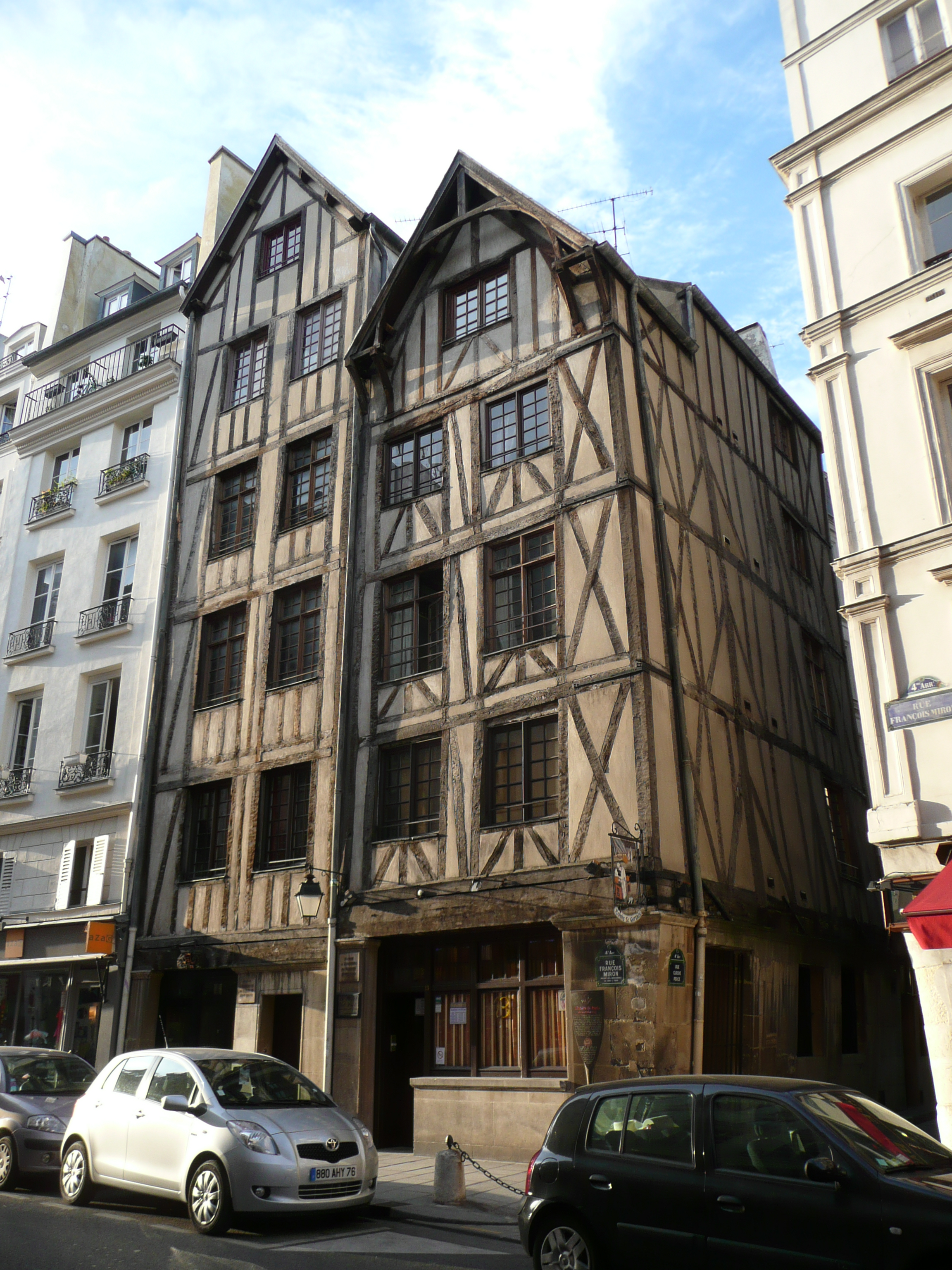
Maisons à colombage au croisement de la rue François-Miron et de la rue Cloche-Perce.

Les maisons ordinaires, aux murs à colombage,  sont assez étroites, avec une ou deux fenêtres par étage. Constituées d'un rez-de-chaussée de pierre et de trois ou quatre étages de bois et de torchis (terre argileuse et paille ou foin), elles sont desservies par un escalier à vis. Seules les demeures de nobles et de bourgeois possèdent une cuisine et une cheminée. Ces étages, en encorbellement, permettent aux passants de s'abriter mais laissent peu de place à la lumière.
Dans une même rue, on peut passer devant un immeuble, un hôtel, un couvent, une boutique, etc. Les modestes dimensions des rues (cinq mètres de largeur maximale, sept mètres pour les grands axes) sont encore réduites par le ruisseau central dans lequel on jette les détritus ; ces égouts à ciel ouvert coulent vers la Seine. Le sol est boueux et il faut attendre Philippe Auguste pour que les artères principales soient pavées. On repère les maisons par leur enseigne de fer forgé ou de bois peint. Les enseignes peuvent être d'ordre religieux, astral, botanique, animal, fantastique… les tavernes préféreront les armes (l'Écu de France, Arquebuse…). Cette tradition demeure encore de nos jours.
Les rues médiévales sont inadaptées à la circulation ; les encombrements sont très fréquents ; les chariots, déséquilibrés par les trous, se heurtent et perdent une partie de leur chargement, provoquant fréquemment des incidents corporels. Mais le danger peut également venir des échafaudages que les roues arrachent au passage. Même un cheval peut devenir dangereux s'il est effrayé par la foule (le fils de Louis VI le Gros mourut écrasé par son cheval dans une rue de Paris).
En raison de l'affluence des provinciaux, des institutions charitables se multiplient. Le plus ancien est l'Hôtel-Dieu, destiné aussi bien à accueillir les pauvres que les malades ; mais les conditions d'hygiène et de promiscuité sont telles que les chances de survie sont peu nombreuses. Des édifices pour lépreux sont également construits, mais à l'extérieur de la ville (Saint-Lazare, au débouché de la rue Saint-Denis…). Louis IX, roi très charitable, crée l'hôpital des Quinze-Vingts, près du Louvre, destiné à accueillir trois cents aveugles.

### Hygiène

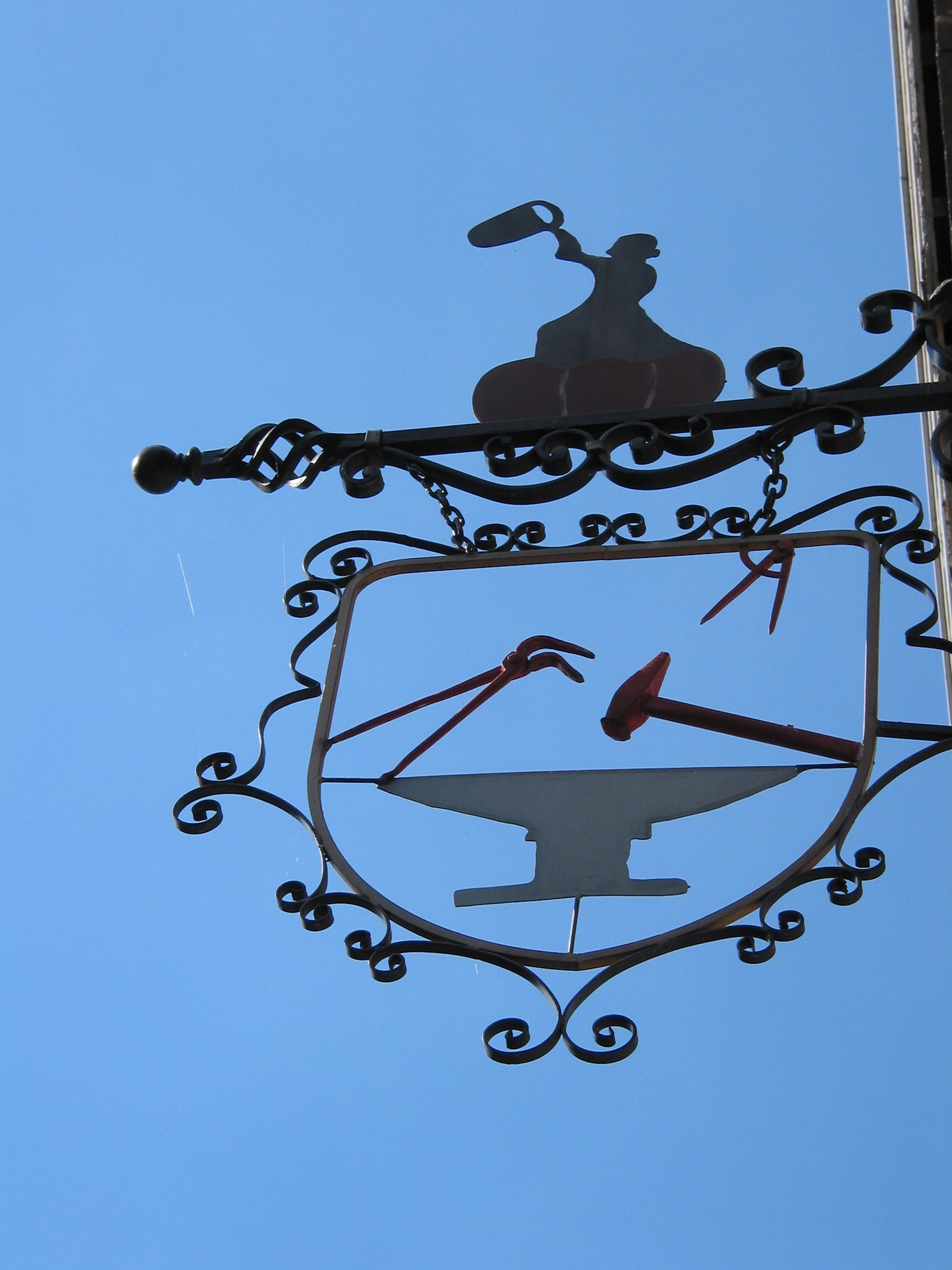
Enseigne en fer forgé.

La consommation de l'eau de Seine commence à poser un réel problème. Non potable à cause des rigoles de sang des abattoirs, des égouts, des latrines des maisons des ponts et la pollution causée par les tanneries. On met donc en place un système d'acheminement par aqueducs d'eaux de source. Philippe Auguste fait installer deux fontaines (Saint-Lazare et les Halles). Dès le XIIIe siècle, on creuse des puits ; mais l'eau puisée de la nappe phréatique est corrompue par des infiltrations. Quant aux bains ou étuves publics, on y dénote un véritable souci d'hygiène qui disparaîtra à la Renaissance.
En l'absence d'un service régulier de ramassage d'ordures et de l'inexistence des commodités, les habitants font où ils peuvent, dans une ruelle, sous un porche, dans une encoignure de porte… Les rues servent de décharge : ordures ménagères, résidus d'ateliers et boutiques, tripes jetées par les bouchers, agents colorants des teinturiers, suif des ciergiers… Les mauvaises odeurs dégagées par ces détritus se répandent dans toute la ville et deviennent insupportables lors des beaux jours. Hommes et animaux se partagent la rue : volailles, porcs fouinant dans les déchets et puis semant leurs défections sur leur passage, des chevaux, ânes et chèvres… Le nom de certaines rues témoignent de la saleté : rue Merdière, Pipi, Merderon… Les habitants d'une même rue se cotisent pour louer un tombereau qui les débarrasse des ordures.

## Population
Les plus démunis vagabondent dans les rues : sans abris, infirmes, malades hideux, vieillards impotents, sans famille et démunis de tout. Parmi cette foule se glissent des escrocs à la charité, difficiles à démasquer derrière leur maquillage. Des femmes, un coussin ficelé sur leur ventre, exhibent une grossesse avancée pour apitoyer les passants. Malgré les interdits, les lépreux s’aventurent dans la ville en quête de nourriture. Leur silhouette encapuchonnée provoque la frayeur. Dans les périodes d’épidémie, on les rend responsables de tous les maux ; on fait courir le bruit qu’ils empoisonnent les puits… Ces accusations ont mené plus d’un lépreux au bûcher. Quant aux fous, on les tolère s’ils sont originaires de la cité ou issus de famille connue ; les plus dangereux sont internés ou expulsés.
Chaque ville possède des rues mal-famées où des filles publiques exercent leur activité. On leur impose le port d’un ruban de couleur à la manche droite et d’un bonnet à pointe. L’usage de fourrure comme l’hermine leur est strictement interdit.
La rue est le royaume des professionnels du crime. Gare aux crocheteurs de serrures, aux coupeurs de bourses, et autres vendeurs de « foin de la crèche de Bethléem »… Prudence dans les ruelles malfamées qui se transforment en de véritables coupe-gorge. La violence est à son paroxysme pendant la guerre de Cent Ans.
La condition des juifs commence à se détériorer sous Philippe Auguste, s’aggrave sous Louis IX et devient dramatique sous Philippe IV le Bel. On regroupe alors ces populations dans des quartiers assignés ou enclos, entassés dans un espace limité. Leurs conditions d’hygiène sont lamentables. On entretient la haine en colportant des propos médisants : meurtres rituels d’enfants chrétiens, profanations d’hosties… Le point culminant de l’antisémitisme est atteint pendant la peste noire de 1348-1349. On leur permet de sortir de leur ghetto la nuit et à certaines heures de la journée à condition de porter un signe distinctif ; on leur fait payer un droit d’entrée et de droit de la cité, doublé pour les femmes enceintes. Un juif seul devient facilement victime d’agression nocturne.

## Artisans
Les magasins sont ouverts sur la rue mais, faute de place, les artisans doivent exposer leurs produits sur la chaussée. Certaines activités ont tendance à se regrouper par spécialité : rue de la Savaterie, Draperie, Tannerie, Boucherie… Les artisans d’objets pieux, de cierges, d’orfèvres, les libraires s’installent près des églises. Les artisans accrochaient leurs blasons et oripeaux devant leurs commerces
Les jours de marché, le mardi, les rues s'emplissent de colporteurs, camelots et artisans itinérants peu appréciés des artisans riverains à qui ils font concurrence. Mais la plupart du temps, le roi fixe des prix et tout le monde vend à la même valeur.

## Jeux et distractions

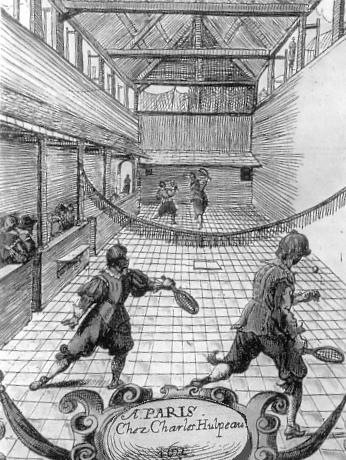
Jeu de paume.

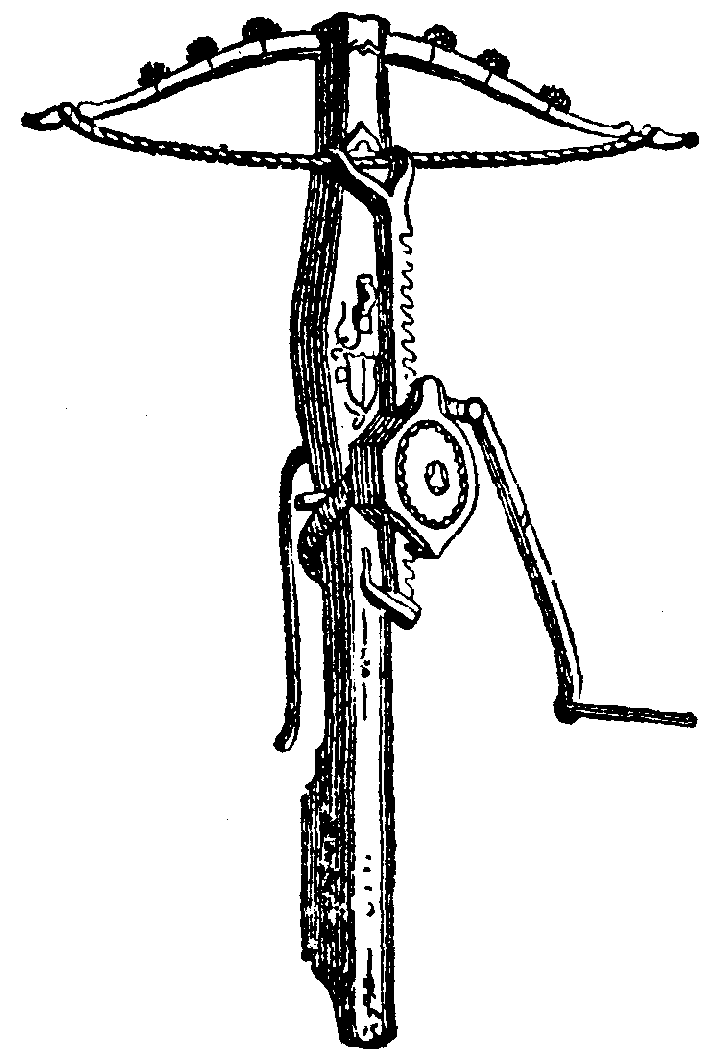
Arbalète.

Bien qu’étroite et constamment encombrée, la rue reste le seul endroit où l’on peut jouer. Devant leur porte, les enfants jouent à la toupie, au ballon, aux osselets, sautent à la marelle… Le passage des charrettes interrompt souvent la partie. Le dimanche et les jours de fête, ce sont les adultes qui occupent le pavé pour s’amuser au jeu des quilles, au jeu de paume (ancêtre du tennis), à la soule (balle emplie de sable, de son ou de filasse, ancêtre du rugby quand il est joué à la main), de la balle au pied et du hoquet avec un bâton. Les adversaires sont bien choisis : célibataires contre jeunes mariés, paroisse contre paroisse, quartier contre quartier. Ces jeux violents permettent d’assouvir les haines, de régler des comptes et provoquent de très graves blessures.
Le tir à l’arc ou à l’arbalète est une distraction très prisée. Il s’agit de viser un oiseau accroché à un mât ou au clocher d’une église… le vainqueur des compétitions est élu pour l’année « roi » et jouit d’une exemption d’impôts, du service du guet, acheter ou vendre de l’alcool sans payer de taxe…
La quintaine, à l’origine exercice militaire, est devenue un jeu d’adresse populaire. Les cavaliers doivent renverser à la lance un mannequin.
Certaines courses de chevaux sont organisées dans les rues dégagées des étalages pour la circonstance.

## Événements
Les habitants de Paris participent allègrement aux manifestations : victoires de batailles, naissance d’un prince, avènement d’un nouveau roi au trône ; les rues sont recouvertes de sable et de fleurs, les murs des maisons sont cachés par des draps colorés ou des feuillages, lanternes et flambeaux brûlent toute la nuit.
Les funérailles sont également célébrées. Les murs des maisons sont recouverts de draps sombres, ornés d’écussons aux armes du défunt. Les chevaux du cortèges sont également caparaçonnés de deuil. Le peuple, vêtu de noir, portant une lanterne, est précédé des ecclésiastiques et notables tenant un cierge à la main.
La ville accueille fréquemment des bateleurs qui rompent la monotonie quotidienne ; ils sont à la fois diseurs de bonne aventure, montreurs de bêtes étranges, chanteurs, musiciens. Mais le jongleur reste le plus populaire. Il est capable de monter un divertissement complet à lui tout seul : acrobate, mime, conteur, musicien, poète, chanteur…
Les étudiants donnent eux aussi des représentations théâtrales aux alentours de Noël et pendant la fête des Fous qui se déroule dans la cathédrale.
Les grandes fêtes se préparent plusieurs jours à l’avance. Il faut nettoyer les rues, dresser des estrades, décorer les murs des maisons, ériger des arcs de triomphe, aménager des fontaines de vin, liqueur et lait. La veille des festivités, les riverains, déguisés, font un grand feu de joie autour duquel ils dansent la farandole et poussent des cris de joie. Le jour de la fête, les rues deviennent multicolores et bruyantes.
Une fois par an, un cortège se forme sous la conduite du « prince des sots » la tête coiffée d’un bonnet à grelots, chevauchant un âne à l’envers. Sa suite se déplace dans un vacarme de casseroles, tambours, trompettes et cris.
Le carnaval annuel (carne vale = bonne chère) annonce le début du Carême ; on s’amuse une dernière fois avant d’entrer dans une période d’austérité et de pénitence. Ce jour-là, tout est permis. Les cérémonies importantes sont religieuses, dont les plus importantes sont la Passion et Pâques.